# Achkerpistsqali
Achkerpistsqali (georgiska: ახკერპისწყალი) är ett vattendrag i Georgien. Det ligger i den sydöstra delen av landet, 50 km sydväst om huvudstaden Tbilisi.